# Gloria Yerkovich
Gloria Jean Yerkovich (1942) è un'attivista statunitense per i diritti delle vittime che ha fondato Child Find of America per prevenire e risolvere i casi di rapimento di minori e di bambini scomparsi. Per il suo lavoro, la Yerkovich è stata inserita nel 1993 nella National Women's Hall of Fame.

## Vita e carriera
Gloria Yerkovich viveva a New Paltz, New York, quando sua figlia Joanna, di 5 anni, fu rapita dal padre, Franklin Pierce, il 20 dicembre 1974. Pierce portò la bambina in Europa e la Yerkovich passò quasi dieci anni a cercare di ritrovare sua figlia. Lei e la filglia si ricongiunsero nel 1984. Nel 1989 la Yerkovich fece causa a Pierce.
Il Child Find è stato il prototipo del National Center for Missing and Exploited Children (Centro nazionale per i bambini scomparsi e sfruttati) e la sensibilizzazione sollevata dalla Yerkovich e da altri attivisti portò all'Omnibus Victims Protection Act (Legge sulla protezione delle vittime) del 1982 e al Missing Children Act (Legge sui bambini scomparsi). La Yerkovich partecipò alla firma di quest'ultimo su invito del presidente Ronald Reagan.